# ۶۵۳ (قمری)
۶۵۳ (قمری)، ششصد و پنجاه و سومین سال در گاهشماری هجری قمری است. اول محرم این سال برابر با دهم فوریه سال ۱۲۵۵ میلادی است.

## زادگان
- پوریای ولی